# Elżbieta Zawacka
Elżbieta Zawacka (prononcé en polonais : [ɛlˈʐbjɛta zaˈvat͡ska]), née le 19 mars 1909 et morte le 10 janvier 2009, connue sous le nom de guerre Zo, est une professeure d'université, instructrice scout, agent du SOE et combattante de la liberté polonaise au cours de la Seconde Guerre mondiale. Elle est également brigadier général de l'armée polonaise (la deuxième et dernière femme de l'histoire de l'armée polonaise à occuper ce rang), promue par le président Lech Kaczyński le 3 mai 2006. Seule femme parmi les Cichociemni, elle sert de courrier à l'Armia Krajowa, apportant des lettres et d'autres documents de Pologne occupée par les nazis au gouvernement polonais en exil. Son itinéraire habituel va de Varsovie à Londres en passant par Berlin et la Suède. Elle est également responsable de l'organisation des itinéraires pour d'autres courriers de l'Armia Krajowa.

## Biographie
Zawacka est née à Toruń (Thorn), au sein de la partition prussienne de Pologne, et obtient un diplôme en mathématiques de l'université de Poznań[pas clair]. À la fin des années 1930, elle travaille comme enseignante dans plusieurs écoles secondaires et pour la Przysposobienie Wojskowe Kobiet (en) (formation militaire pour femmes). Au cours de la campagne polonaise de septembre, elle est commandante du district silésien de Przysposobienie Wojskowe Kobiet, participant à la défense de Lwów. 
En octobre 1939, elle intègre la branche silésienne de Związek Walki Zbrojnej sous le nom de guerre "Zelma", qui devient plus tard "Zo". À la fin de 1940, elle est transférée à Varsovie et commence ses voyages de courrier. Elle est également députée de Zagroda - le département de la communication étrangère de l'Armia Krajowa. En février 1943, elle traverse l'Allemagne, la France et l'Espagne jusqu'à Gibraltar, d'où elle est transportée par avion à Londres. En Grande-Bretagne, elle suit l'entraînement au parachute et, le 10 septembre 1943, elle rentre en Pologne, en tant que seule femme de l'histoire des Cichociemni. 
En 1944, Zawacka combat lors du soulèvement de Varsovie et après la déroute des combattants, elle s'installe à Cracovie, où elle poursuit ses activités clandestines. En 1945, elle a rejoint l'organisation anti-communiste Freedom and Independence (en) (WiN), mais la quitte peu après pour occuper un poste d'enseignante. 
En 1951, elle est arrêtée et torturée par le Ministère de la Sécurité publique. Elle est condamnée à 10 ans de prison pour trahison et espionnage, mais sa peine est écourtée et elle est finalement libérée en 1955. Après sa libération de prison, elle obtient un doctorat de l'université de Gdańsk. Elle devient alors professeure titulaire à l'Institut de pédagogie de l'université Nicolas-Copernic à Toruń, où elle fonde le département d'andragogie. Elle prend sa retraite de l'enseignement en 1978 après la fermeture du département par Służba Bezpieczeństwa. Elle est alors une membre active de l'Union mondiale des soldats de l'armée de l'intérieur et coopère avec Solidarność dans les années 1980.

## Récompenses
- 1995 : Ordre de l'Aigle blanc[6]
- 1943 et 1944 : Ordre de Virtuti Militari, Croix d'Argent, deux fois[7]
- 1941, 1942, 1943 : Croix de la Valeur[7]
- 1990 : Croix du commandant avec étoile de l'ordre de Polonia Restituta, également récompensée par la croix de l'officier[7]
- 1944 : Croix d'or du mérite avec des épées[7]
- 1970 : Croix de l'Armia Krajowa[7]
- 2005 : Médaille Pro Memoria[8]

## Voir également
- Armia Krajowa
- Insurrection de Varsovie